# Črni boubou
Črni boubou (znanstveno ime Laniarius nigerrimus), znan tudi kot somalijski boubou ali Erlangerjev boubou je srednje velik srakoper. Od tropskega bouboa so ga ločili na podlagi analize zaporedja DNK. To spremembo je leta 2008 uradno potrdil  Mednarodni ornitološki odbor. Prepoznani sta dve barvni različici, pretežno črna je črni boubou in izjemno redka črno-rumena vrsta, ki so jo v preteklosti obravnavali kot ločeno vrsto Bulo Burti Boubou (Laniarius liberatus). Črni boubou je razširjen v Somaliji in severni Keniji.

## Opis
Odrasli črni boubou ima bleščeče modro-črno perje, razen belih lis zadaj, ki so vidne, ko ima razprta krila ali privzdignjena peresa na trtici.  Spodnji del telesa je bel z rumenkastim ali rožnatim odtenkom na prsih in bokih. Kljun je črn, oči so temno rdečkasto rjave. Na perutih ima bela srednja krovna peresa. Mladiči so podobni odraslim, vendar bolj medle barve, s sivkasto rjavim kljunom, zgornji del telesa pa je posut z rumenkasto-oker do rjavo-oranžnimi konicami peres. Boki so rahlo progasti z zabrisanimi temnimi črtami. Črni buobou se od tropskega razlikuje po tem, da je manjši in ima na krilih manj bele barve.

## Bulo Burti Boubou
"Bulo Burti Boubou" (Laniarius liberatus), ki je bil prej prepoznan kot ločena vrsta, je bil znan po enem samem predstavniku, ujetem leta 1988 v osrednji Somaliji, v regiji Hiiraan blizu Buuloburde (Buulobarde, Bulo Burti) na reki Shebelle. Vrsta je bila opisana na podlagi vzorcev krvi in peres, iz katerih so izolirali vzorec DNK. Za to vrsto ni bil shranjen noben primerek (ne ptič, ne njegov del) tipskega vzorca - ptiča so leta 1990 spustili nazaj v divjino, saj so znanstveniki menili, da gre za zelo redko vrsto. Ime liberatus ("osvobojeni") se nanaša na to dejstvo. Vrste niso našli med iskanji v letih 1989 in 1990. 
To danes domnevno vrsto je bila Birdlife International označil za kritično ogroženo.
Leta 2008 je nova analiza odkrila, da je Bulo Burti boubou le barvna oblika vrste Laniarius nigerrimus (ki je bila tradicionalno obravnavana kot podvrsta tropskega boubouja). Po študiji iz leta 2008 je International Ornithological Committee prepoznal L. nigerrimus kot ločeno vrsto in L. liberatus uvrstil med sinonime L. nigerrimus.